# Toon Berg
Anthonius Cornelis (Toon) Berg (Delft 12 mei 1877 – Dordrecht, 17 maart 1967) was een Nederlands glazenier.

## Leven en werk
Berg was een zoon van Barend Berg (1852-1923), koetsier in Delft, en Dymphna Maria Hendrica Adriana Planken (1856-1931). Hij trouwde in 1904 met zijn nicht Maria Johanna Gerarda Planken.
Berg studeerde aan de Haagse Academie van Beeldende Kunsten als leerling van Frits Jansen en ging daarna in de leer in zijn geboorteplaats bij Jan Schouten op atelier 't Prinsenhof. Hij werkte enige tijd in Dordrecht als chef bij de Koninklijke Nederlandsche Glasfabriek J.J.B.J. Bouvy. Van 1919 tot 1957 had Berg zijn eigen atelier in Dordrecht. Hij ontwierp zelf ramen, voerde ramen van anderen uit (onder wie Antoon Derkzen van Angeren, Friso ten Holt en André Verhorst) en restaureerde ramen, zoals de Goudse glazen en in 1948 de ramen van Ype Staak in de Gertrudiskerk in Idaard. Op de Exposition Internationale des Arts Décoratifs et Industriels modernes in Parijs (1925) wonnen Berg, Willem Bogtman en Henri van der Stok een gouden medaille. Berg was in zijn tijd de enige die met gefacetteerd glas werkte. Hij maakte ook verlichtingsarmaturen met glas in lood. Hij leerde het glazeniersvak aan Arnold Borel en J.H.E. Schilling.
Berg was lid van Nederlandsche Vereeniging voor Ambachts- en Nijverheidskunst en Arti et Amicitiae en exposeerde met beide verenigingen en bij diverse kunstnijverheidstentoonstellingen. De laatste jaren van zijn werkzame leven liet hij de uitvoering van de ramen over aan J. Schreuder. In 1957 maakte Berg zijn laatste opdracht, negen ramen voor de kerk in Maassluis. Hij overleed tien jaar later, op 90-jarige leeftijd.

## Werken (selectie)
- Paul Krügerraam (1923) voor de Paul Krügerschool in Rotterdam
- halve rozetramen (1924) voor de kapel van de Fraters van Tilburg in Goirle
- glas-in-loodramen (1925) met verwijzingen naar de textielkunst voor het trappenhuis van Vroom & Dreesmann in Rotterdam
- ramen (1925-1930) voor de Gerardus Majellakerk in Stratum (Eindhoven)
- raam (1928) voor de Zuiderkerk in Dordrecht
- ramen (1928) voor het gymnastieklokaal van de chr. HBS in Vlaardingen
- drie ramen (1929), met de aankondiging aan de herders, de wonderbare visvangst en Simeon in de tempel, voor de Grote Kerk in Vlaardingen
- zes ramen (1930, 1940) voor de Oude Kerk in Zwijndrecht
- vijf ramen (1930), die de 'vijf elementen der cultuur' voorstellen: cultus artium (kunst en cultuur), cultus dei (godsdienstige vorming), cultus sui (zelfontplooiing), cultus proximus (naastenliefde) en vera sapientia (ware wijsheid) voor het St.-Odulphuslyceum in Tilburg
- ramen (1933) voor het gemeentehuis van Berkel-Enschot
- ramen (1936) met wapens van heersers van Tilburg voor het Paleis-Raadhuis, Tilburg
- entree Wantijpark in Dordrecht (1936)
- dertien ramen (1939-1949) voor de Openbare Leeszaal in Dordrecht
- twee ramen (1940) met Bijbelse figuren voor de Herv. Kerk in Sliedrecht
- twee ramen (1947) met Christelijke elementen en verwijzingen naar de bevrijding en muziekhandel Spiering, voor Spiering in Dordrecht
- zeven ramen (1952) voor de Gereformeerde Kerk in Maasland
- raam (1954) gewijd aan het ontstaan van Numansdorp en Cromstrijen, in de trappenhal van het gemeentehuis in Numansdorp
- raam (1956) voor de Rijks Land- en Tuinbouwschool in Dordrecht
- gehele beglazing (1957) van de Immanuëlkerk in Maassluis

## Afbeeldingen

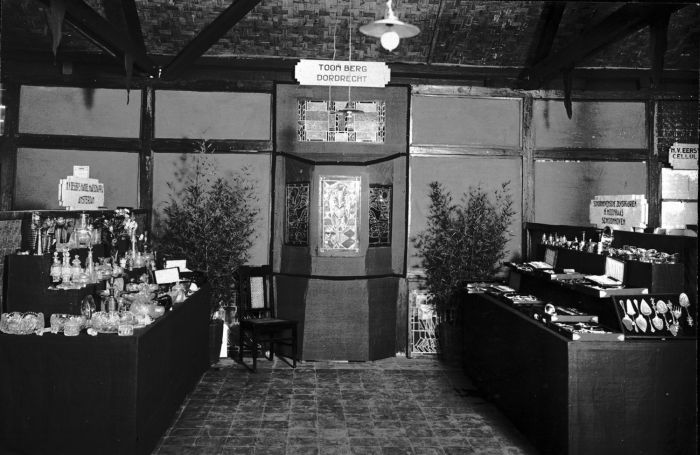
Stand op de jaarbeurs in Bandung
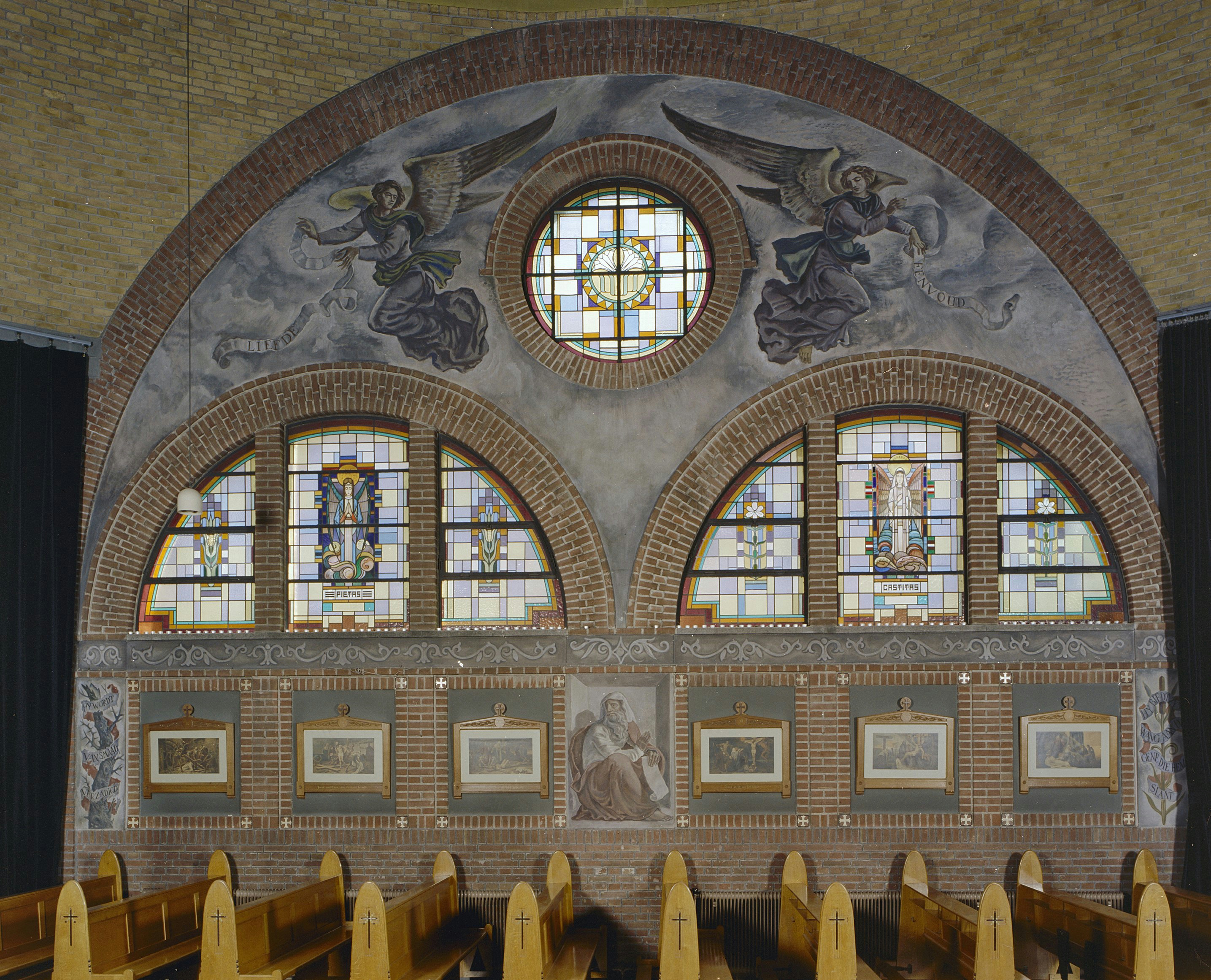
Kapel Fraters van Tilbueg, Goirle
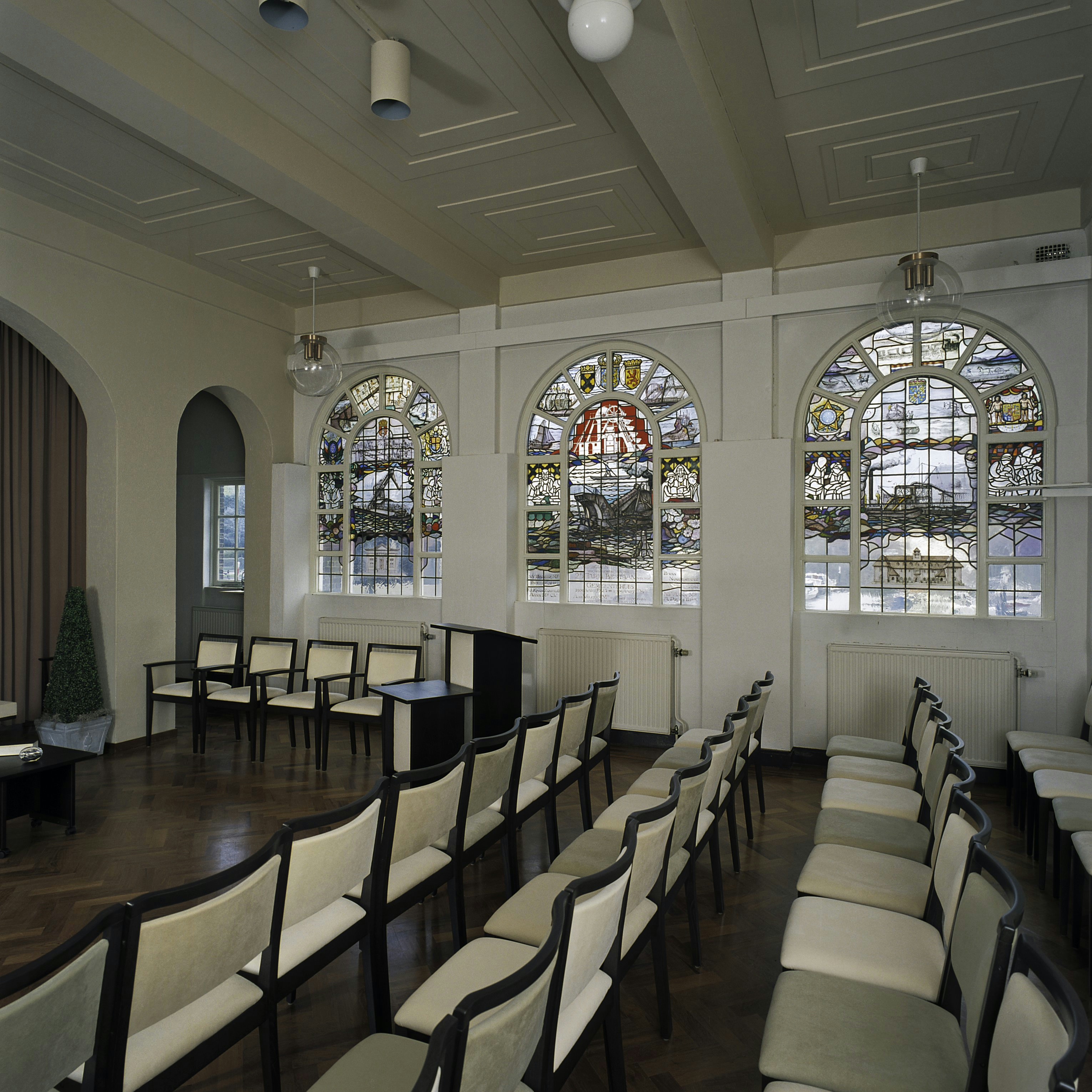
Trouwzaal, Sliedrecht
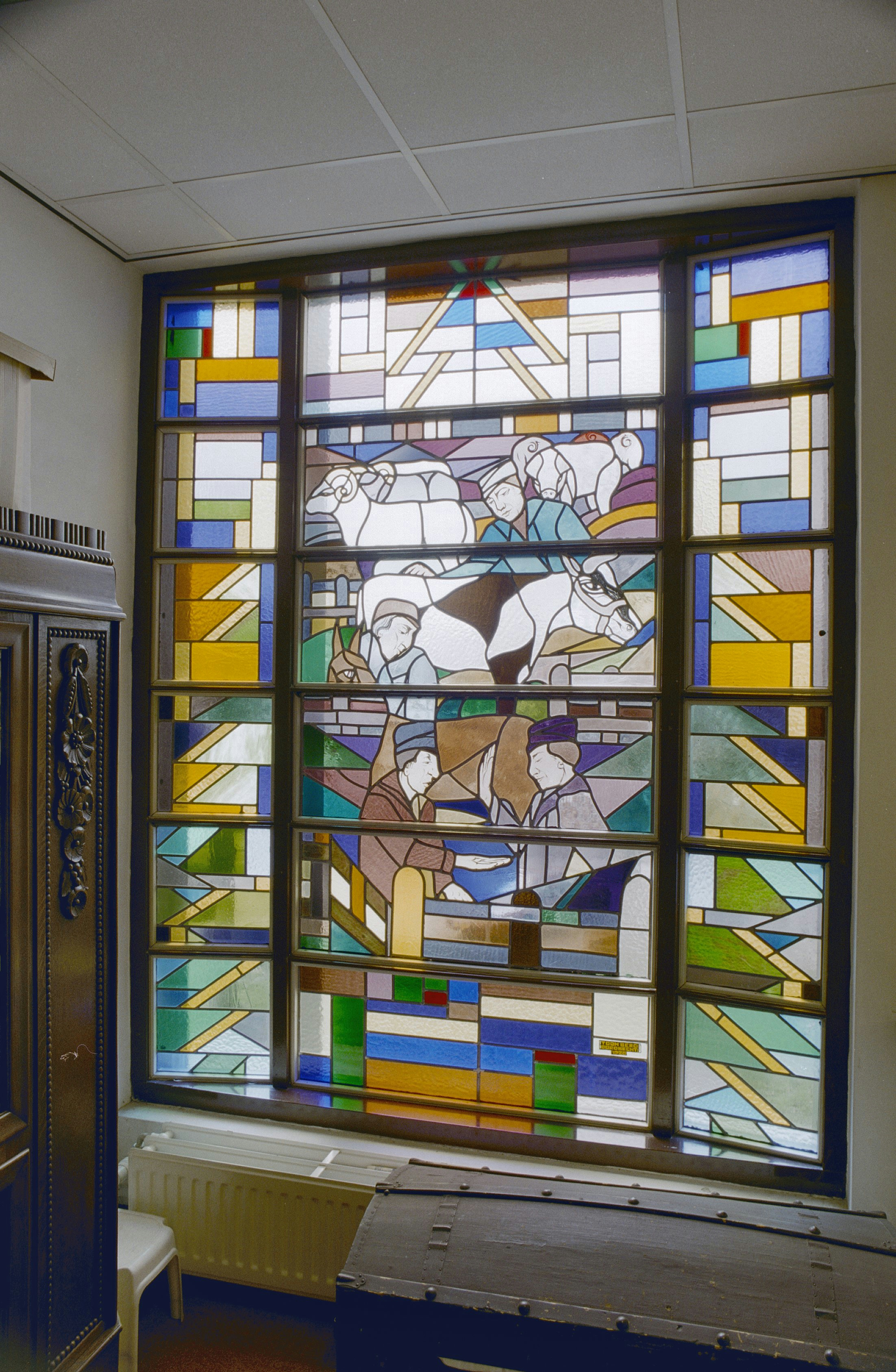
Hotel - Restaurant Het Packhuys, Breda